# Абеди Пеле
Абеди Ају, познатији као Абеди Пеле је бивши фубалер из Гане, један од најбољих Афричких фудбалера свих времена. Рођен је 5. новембра 1962. у Акри, Гана. Пеле га је уврстио у 100 најбољих фудбалера свих времена. У каријери променио је много клубова, а највише успеха имао је у Олимпику из Марсеја, за који је играо у периоду 1987.-1993. и са којим је 1993. освојио Лигу Шампиона 1993. године. Његова три сина, Ибрахим, Андре и Џордан су постали професионални фудбалери и репрезентативци Гане. Ибрахим и Андре су били на Светском првенству 2010. у Јужној Африци са репрезентацијом Гане, а Андре и Џордан су учествовали на Светском првенству 2014. године у Бразилу.